# Mówi Alan Partridge
Mówi Alan Partridge (ang. I'm Alan Partridge, 1997–2002) – brytyjski serial komediowy stworzony przez Petera Baynhama, Steve'a Coogana i Armanda Iannucciego.
Światowa premiera serialu miała miejsce 3 listopada 1997 roku na antenie BBC Two. Ostatni odcinek serialu został wyemitowany 16 grudnia 2002 roku. W Polsce serial nadawany był dawniej na kanale TVP1.

## Obsada
- Steve Coogan jako Alan Partridge
- Felicity Montagu jako Lynn Benfield
- Simon Greenall jako Michael
- Phil Cornwell jako Dave Clifton
- Barbara Durkin jako Susan Foley
- Sally Phillips jako Sophie
- Amelia Bullmore jako Sonja
- James Lance jako Ben

## Spis odcinków
| N/o            | Tytuł angielski                  |
| -------------- | -------------------------------- |
|                |                                  |
| SERIA PIERWSZA |                                  |
|                |                                  |
| 01             | A Room with an Alan              |
|                |                                  |
| 02             | Alan Attraction                  |
|                |                                  |
| 03             | Watership Alan                   |
|                |                                  |
| 04             | Basic Alan                       |
|                |                                  |
| 05             | To Kill a Mocking Alan           |
|                |                                  |
| 06             | Towering Alan                    |
|                |                                  |
| SERIA DRUGA    |                                  |
|                |                                  |
| 07             | The Talented Mr Alan             |
|                |                                  |
| 08             | The Colour of Alan               |
|                |                                  |
| 09             | Brave Alan                       |
|                |                                  |
| 10             | Never Say Alan Again             |
|                |                                  |
| 11             | I Know What Alan Did Last Summer |
|                |                                  |
| 12             | Alan Wide Shut                   |
|                |                                  |